# Audrey Bourolleau
 (mars 2021).
La mise en forme du texte ne suit pas les recommandations de Wikipédia : il faut le « wikifier ».
Les points d'amélioration suivants sont les cas les plus fréquents. Le détail des points à revoir est peut-être précisé sur la page de discussion.
- Les titres sont pré-formatés par le logiciel. Ils ne sont ni en capitales, ni en gras.
- Le texte ne doit pas être écrit en capitales (les noms de famille non plus), ni en gras, ni en italique, ni en « petit »…
- Le gras n'est utilisé que pour surligner le titre de l'article dans l'introduction, une seule fois.
- L'italique est rarement utilisé : mots en langue étrangère, titres d'œuvres, noms de bateaux, etc.
- Les citations ne sont pas en italique mais en corps de texte normal. Elles sont entourées par des guillemets français : « et ».
- Les listes à puces sont à éviter, des paragraphes rédigés étant largement préférés. Les tableaux sont à réserver à la présentation de données structurées (résultats, etc.).
- Les appels de note de bas de page (petits chiffres en exposant, introduits par l'outil «  Source ») sont à placer entre la fin de phrase et le point final[comme ça].
- Les liens internes (vers d'autres articles de Wikipédia) sont à choisir avec parcimonie. Créez des liens vers des articles approfondissant le sujet. Les termes génériques sans rapport avec le sujet sont à éviter, ainsi que les répétitions de liens vers un même terme.
- Les liens externes sont à placer uniquement dans une section « Liens externes », à la fin de l'article. Ces liens sont à choisir avec parcimonie suivant les règles définies. Si un lien sert de source à l'article, son insertion dans le texte est à faire par les notes de bas de page.
- La présentation des références doit suivre les conventions bibliographiques. Il est recommandé d'utiliser les modèles {{Ouvrage}}, {{Chapitre}}, {{Article}}, {{Lien web}} et/ou {{Bibliographie}}. Le mode d'édition visuel peut mettre en forme automatiquement les références.
- Insérer une infobox (cadre d'informations à droite) n'est pas obligatoire pour parachever la mise en page.

Pour une aide détaillée, merci de consulter Aide:Wikification.
Si vous pensez que ces points ont été résolus, vous pouvez retirer ce bandeau et améliorer la mise en forme d'un autre article.
Audrey Bourolleau (épouse Alberti, née le 10 novembre 1980 à Niort) est une conseillère politique, lobbyiste et entrepreneuse française.
Son activité de lobbyiste s'est effectuée dans la filière viticole. Elle a été conseillère du président Emmanuel Macron dans le domaine de l'agriculture. Elle est la fondatrice d'Hectar, école gratuite d'agriculture financée par l'homme d'affaires Xavier Niel.

## Biographie
Diplômée de l'École supérieure de commerce de La Rochelle, Audrey Bourolleau commence sa carrière dans le groupe Bic où elle est chargée du développement commercial sur les zones Afrique et Moyen-Orient,.
Elle a ensuite travaillé huit ans aux directions marketing et commerciales du baron Philippe de Rothschild puis de France Boissons, avant de prendre en 2010 la direction du syndicat des côtes-de-bordeaux.
En 2012, elle devient déléguée générale de Vin et société qui regroupe l'ensemble de la filière de la vigne et du vin et qui est souvent désignée comme le très puissant lobby viticole français. À cette fonction, elle lance avec Joël Forgeau, président de Vin et société, la campagne « Ce qui va vraiment saouler les Français » en réponse à ce que La Revue du vin de France qualifie de « dix années de matraquage anti-vignoble orchestré par les ligues hygiénistes »,. Chantal Perrichon, présidente de la Ligue contre la violence routière, accuse Audrey Bourolleau d'avoir « contribué à l'affaiblissement de la loi », la loi Évin ayant été assouplie en 2015 sous l'impulsion de Vin et société,.
Son action à la tête de la filière viticole française lui vaut d'être désignée « Femme de l'année 2014 » par le magazine La Revue du vin de France.
En 2016, Audrey Bourolleau participe à la création de La Transition, mouvement citoyen, « ni de droite, ni de gauche », qui soutient l'idée d'un candidat issu de la société civile à la Présidentielle de 2017. Quelques mois plus tard, la Transition choisit de soutenir Emmanuel Macron et Audrey Bourolleau rejoint son équipe de campagne où elle devient référente sur les questions agricoles.
Après l'élection d'Emmanuel Macron, elle intègre son cabinet à l'Élysée en tant que conseillère agriculture, pêche, forêt et développement rural.
Sa nomination à cette fonction donne lieu à une polémique du fait de son passé de lobbyiste de la filière viticole,,,. Plusieurs organisations, dont la Fédération française d’addictologie dénoncent un possible conflit d'intérêts « au détriment de la santé publique ». Des documents divulgués par Le Monde en 2022 montrent comment Audrey Bourolleau a défendu à l’Élysée les intérêts du secteur de l’alcool, et est intervenue pour édulcorer les stratégies publiques de lutte contre les consommations nocives d’alcool. Par exemple, un courriel d'Audrey Bourolleau montre qu'elle tente d'influencer la rédaction du plan national de mobilisation contre les addictions proposé par la Mildeca pour la période 2018-2022, afin d'éviter que les filières « vins, bières et spiritueux » ne soient impactées par ce plan.
Elle quitte l'Élysée en juillet 2019. Les milieux agricoles évoquent des tensions avec le ministre de l'Agriculture de l'époque, Didier Guillaume.
En décembre 2019, elle fait l'acquisition d'un domaine agricole de 250 hectares dans les Yvelines, qu’elle entreprend de convertir à l’agriculture biologique de conservation (ABC) et où elle annonce vouloir faire « le plus grand campus agricole du monde », baptisé Hectar, pour y former des salariés agricoles, des « chefs d’entreprise agricole », y installer un accélérateur de start-up, et « sensibiliser » de jeunes publics à l'agriculture, sur lequel elle fonde Hectar, une école d'agriculture gratuite, financée par l'homme d'affaires et milliardaire Xavier Niel. Pour son projet, elle achète avec Xavier Niel le domaine de la Boissière, qui comporte un château, pour un montant de 23,5 millions d’euros. Elle est propriétaire à hauteur de 51 %, et Xavier Niel à hauteur de 49 %.
Pendant la campagne présidentielle de 2022, elle est placée par Emmanuel Macron à la tête de son groupe de campagne consacré aux questions d’agriculture et d’alimentation.

## Vie privée
Audrey Bourolleau est mariée à Xavier Alberti, entrepreneur et dirigeant d'entreprises. Ils ont deux enfants,.